# Ethyl dirazepate
Ethyl dirazepate  là một dẫn xuất của benzodiazepine được phát triển bởi Sanofi Winthrop. Thuốc có tính chất giải lo âu và gây ngủ và có thể các đặc tính khác của benzodiazepine.